# Saturn (Tatry)

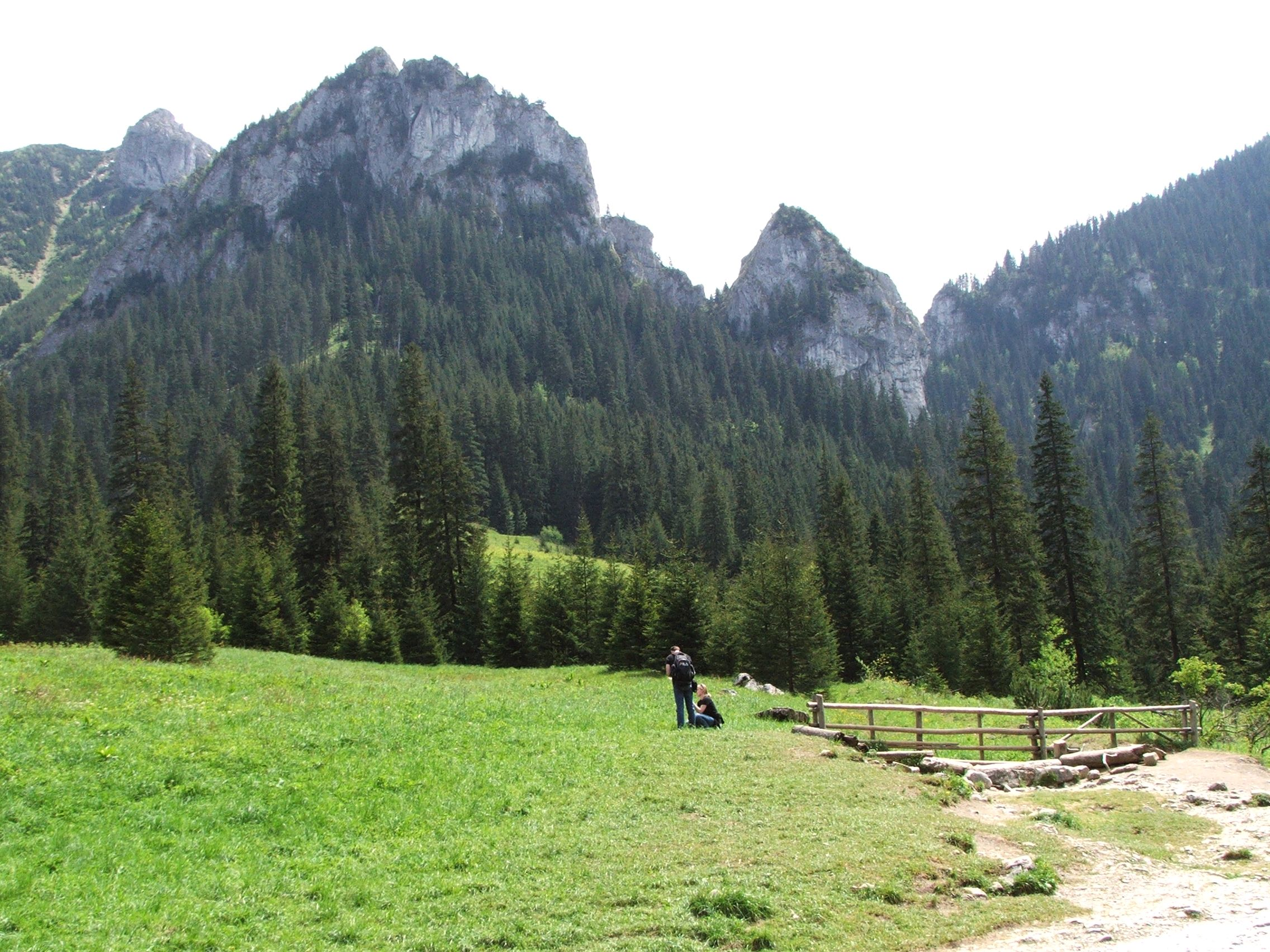
W środku Saturn, z lewej strony nad nim Upłazkowa Turnia, po prawej stronie Ratusz

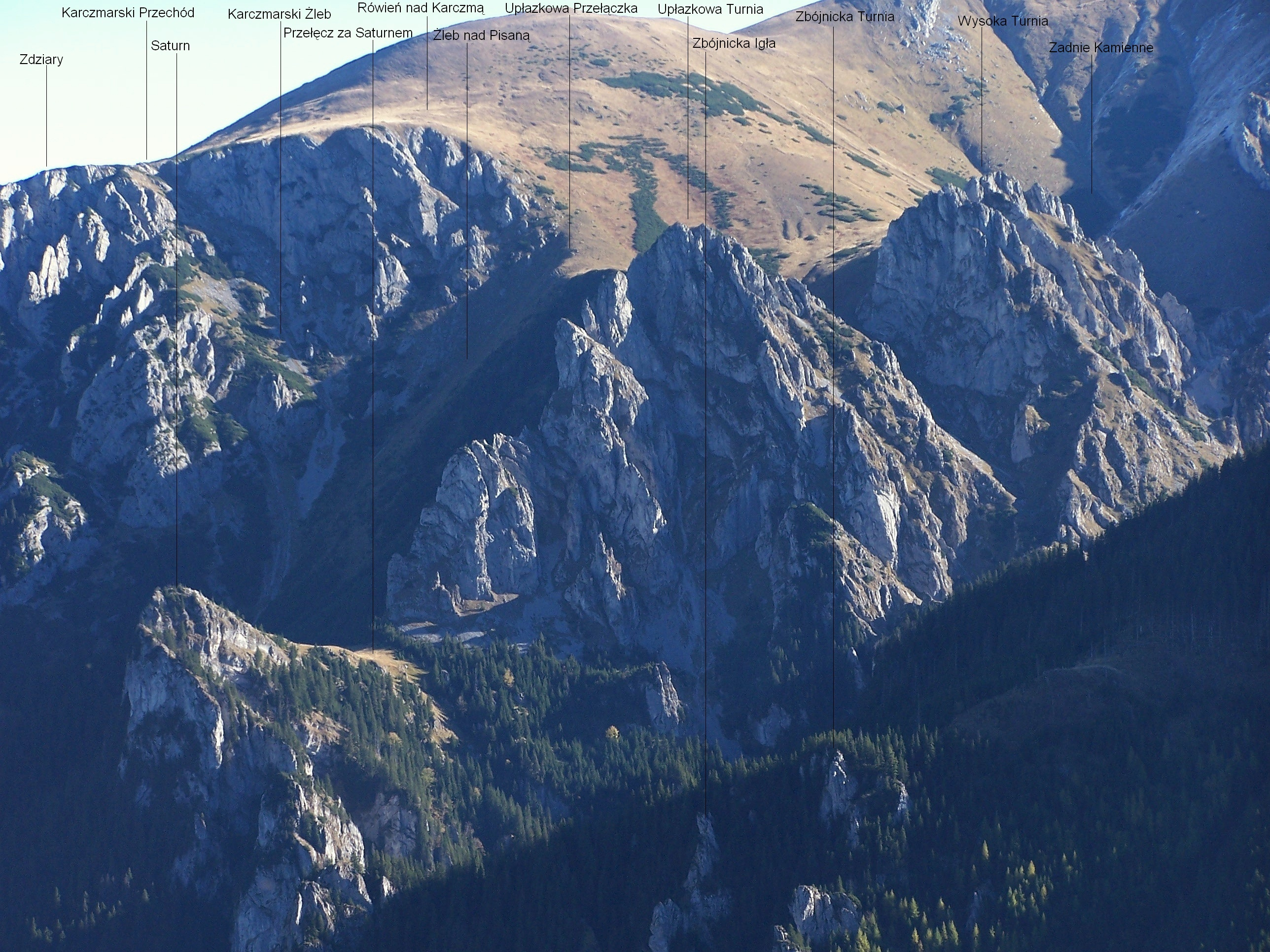
Widok z Ornaku

Saturn (1391 m) – turnia w Dolinie Kościeliskiej w Tatrach Zachodnich. Znajduje się w północno-zachodniej grani Upłazkowej Turni, która oddziela Pisaniarski Żleb (Żleb nad Pisaną) od Wąwozu Kraków. Po południowo-wschodniej stronie Saturna znajduje się Przełęcz za Saturnem (ok. 1350 m), północno-zachodnie stoki Saturna opadają do głównego ciągu Doliny Kościeliskiej, zaś w południowo-zachodnim kierunku znajduje się turnia Ratusz oddzielona od Saturna Przełączką za Ratuszem (ok. 1260 m).
Nazwa turni pochodzi od tego, że dawniej wydobywano pod Saturnem, powyżej Polany Pisanej, niewielkie ilości rudy ołowiu, ten zaś astrologowie wiązali z planetą Saturn. Turnie Saturn i Ratusz są doskonale widoczne z Polany Pisanej. Znajdują się w odległości ok. 400 m na wschód od drogi biegnącej dnem doliny. Ich wapienne urwiska bieleją ponad lasem.
Saturn zbudowany jest ze skał węglanowych. Dla turystów jest niedostępny, nie prowadzą na niego znakowane szlaki turystyczne. Bywa jednak odwiedzany przez taterników. Od Przełęczy za Saturnem można na niego wyjść bez trudności. Natomiast na południe, do Kotła pod Saturnem, oraz na zachód opada urwistymi ścianami. Na zachodnich ścianach Saturna znajduje się najbardziej w Tatrach wysunięte na zachód stanowisko limby (kilka okazów, około 20 m poniżej grani). Ściany i skałki Saturna w ogóle są siedliskiem bogatej flory roślin wapieniolubnych, wśród których znajduje się wiele rzadkich gatunków, niektóre z nich w Polsce występują tylko w Tatrach.
W zboczach Saturna znajduje się kilka jaskiń, m.in. Żółty Schron, Dwuotworowa Szczelina i Żółta Dziura.
Od Przełączki za Ratuszem prowadzi na szczyt Saturna droga wspinaczkowa (II, a miejscami III stopień trudności w skali tatrzańskiej). Pierwsze przejście: Jacek Bilski i Władysław Cywiński 24 czerwca 1994 r.